# Монро (Јута)
Монро (енгл. Monroe) град је у америчкој савезној држави Јута.

## Демографија
По попису из 2010. године број становника је 2.256, што је 411 (22,3%) становника више него 2000. године.
| Група             | 2000.         | 2010.         |
| Белци             | 1.748 (94,7%) | 2.105 (93,3%) |
| Афроамериканци    | 4 (0,2%)      | 2 (0,1%)      |
| Азијати           | 5 (0,3%)      | 6 (0,3%)      |
| Хиспаноамериканци | 37 (2,0%)     | 102 (4,5%)    |
| Укупно            | 1.845         | 2.256         |